# Peter McNamara
Peter McNamara (Melbourne, 5 de julho de 1955 - Sonthofen, 20 de julho de 2019) foi um tenista profissional australiano.
Foi multicampeão de tênis e top 100 mundial. Seu último trabalho foi como treinador da tenista chinesa Qiang Wang, encerrando-o depois do Australian Open de 2019, devido a complicações de saúde. Faleceu poucos meses depois, em 23 de julho, vítima de câncer de próstata.

## Simples (5 títulos)
| Posição | N. | Data | Campeonato                  | Piso    | Oponente          | Placar                  |
| ------- | -- | ---- | --------------------------- | ------- | ----------------- | ----------------------- |
| Campeão | 1. | 1979 | Berlin, Alemanha            | Saibro  | Patrice Dominguez | 6–4, 6–0, 6–7, 6–2      |
| Vice    | 1. | 1979 | Gstaad, Suíça               | Saibro  | Ulrich Pinner     | 2–6, 4–6, 5–7           |
| Campeão | 2. | 1980 | Bruxelas, Bélgica           | Saibro  | Balázs Taróczy    | 7–6, 6–3, 6–0           |
| Vice    | 2. | 1980 | Melbourne Indoor, Austrália | Carpete | Vitas Gerulaitis  | 5–7, 3–6                |
| Campeão | 3. | 1981 | Hamburgo, Alemanha          | Saibro  | Jimmy Connors     | 7–6, 6–1, 4–6, 6–4      |
| Campeão | 4. | 1981 | Melbourne Indoor, Austrália | Carpete | Vitas Gerulaitis  | 6–4, 1–6, 5–5 DEF.      |
| Vice    | 3. | 1982 | Delray Beach WCT, EUA       | Saibro  | Ivan Lendl        | 4–6, 6–4, 4–6, 5–7      |
| Vice    | 4. | 1982 | Frankfurt, Alemanha         | Carpete | Ivan Lendl        | 2–6, 2–6                |
| Vice    | 5. | 1982 | Hamburgo, Alemanha          | Saibro  | José Higueras     | 4–6, 6–7, 7–6, 6–3, 6–7 |
| Vice    | 6. | 1982 | Veneza, Itália              | Saibro  | José Luis Clerc   | 6–7, 1–6                |
| Vice    | 7. | 1982 | Tokyo Indoor, Japão         | Carpete | John McEnroe      | 6–7, 5–7                |
| Campeão | 5. | 1983 | Bruxelas, Bélgica           | Carpete | Ivan Lendl        | 6–4, 4–6, 7–6           |

## Duplas (19 títulos)
| Posição | N.  | Data | Torneio                      | Piso     | Parceiro        | Oponentes                        | Placar                  |
| ------- | --- | ---- | ---------------------------- | -------- | --------------- | -------------------------------- | ----------------------- |
| Vice    | 1.  | 1975 | Sydney Outdoor, Sydney       | Grama    | Chris Kachel    | Mark Edmondson John Marks        | 1–6, 1–6                |
| Campeão | 1.  | 1979 | Nice, França                 | Saibro   | Paul McNamee    | Pavel Složil Tomáš Šmíd          | 6–1, 3–6, 6–2           |
| Campeão | 2.  | 1979 | Cairo, Egito                 | Saibro   | Paul McNamee    | Anand Amritraj Vijay Amritraj    | 7–5, 6–4                |
| Campeão | 3.  | 1979 | Bruxelas, Bélgica            | Saibro   | Billy Martin    | Carlos Kirmayr Balázs Taróczy    | 5–7, 7–5, 6–4           |
| Campeão | 4.  | 1979 | Palermo, Itália              | Saibro   | Paul McNamee    | Ismail El Shafei John Feaver     | 7–5, 7–6                |
| Campeão | 5.  | 1979 | Sydney Outdoor, Sydney       | Grama    | Paul McNamee    | Steve Docherty John Chris Lewis  | 7–6, 6–3                |
| Campeão | 6.  | 1979 | Australian Open, Melbourne   | Grama    | Paul McNamee    | Cliff Letcher Paul Kronk         | 7–6, 6–2                |
| Campeão | 7.  | 1980 | Houston, EUA                 | Saibro   | Paul McNamee    | Marty Riessen Sherwood Stewart   | 6–4, 6–4                |
| Vice    | 2.  | 1980 | Forest Hills WCT, EUA        | Saibro   | Paul McNamee    | Peter Fleming John McEnroe       | 2–6, 7–5, 2–6           |
| Campeão | 8.  | 1980 | Wimbledon, Londres           | Grama    | Paul McNamee    | Robert Lutz Stan Smith           | 7–6, 6–3, 6–7, 6–4      |
| Vice    | 3.  | 1980 | Båstad, Suécia               | Saibro   | John Feaver     | Heinz Günthardt Markus Günthardt | 4–6, 4–6                |
| Campeão | 9.  | 1980 | Sydney Outdoor, Sydney       | Grama    | Paul McNamee    | Vitas Gerulaitis Brian Gottfried | 6–2, 6–4                |
| Vice    | 4.  | 1980 | Australian Open, Melbourne   | Grama    | Paul McNamee    | Mark Edmondson Kim Warwick       | 5–7, 4–6                |
| Campeão | 10. | 1981 | Masters Doubles WCT, Londres | Carpete  | Paul McNamee    | Victor Amaya Hank Pfister        | 6–3, 2–6, 3–6, 6–3, 6–2 |
| Vice    | 5.  | 1981 | Hamburgo, Alemanha           | Saibro   | Paul McNamee    | Hans Gildemeister Andrés Gómez   | 4–6, 6–3, 4–6           |
| Campeão | 11. | 1981 | Stuttgart Outdoor, Alemanha  | Saibro   | Paul McNamee    | Mark Edmondson Mike Estep        | 2–6, 6–4, 7–6           |
| Campeão | 12. | 1981 | North Conway, EUA            | Saibro   | Heinz Günthardt | Pavel Složil Ferdi Taygan        | 7–5, 6–4                |
| Vice    | 6.  | 1981 | U.S. Open, Nova York         | Duro     | Heinz Günthardt | Peter Fleming John McEnroe       | DEF                     |
| Campeão | 13. | 1981 | Sawgrass Doubles, EUA        | Saibro   | Heinz Günthardt | Robert Lutz Stan Smith           | 7–6, 3–6, 7–6, 5–7, 6–4 |
| Campeão | 14. | 1981 | Melbourne Indoor, Austrália  | Carpete  | Paul Kronk      | Sherwood Stewart Ferdi Taygan    | 3–6, 6–3, 6–4           |
| Campeão | 15. | 1981 | Sydney Outdoor, Austrália    | Grama    | Paul McNamee    | Hank Pfister John Sadri          | 6–7, 7–6, 7–6           |
| Campeão | 16. | 1982 | Milan, Itália                | Carpete  | Heinz Günthardt | Mark Edmondson Sherwood Stewart  | 7–6, 7–6                |
| Campeão | 17. | 1982 | Monte Carlo, Mônaco          | Saibro   | Paul McNamee    | Mark Edmondson Sherwood Stewart  | 6–7, 7–6, 6–3           |
| Vice    | 7.  | 1982 | Houston, EUA                 | Saibro   | Mark Edmondson  | Kevin Curren Steve Denton        | 5–7, 4–6                |
| Campeão | 18. | 1982 | Wimbledon, Londres           | Grama    | Paul McNamee    | Peter Fleming John McEnroe       | 6–3, 6–2                |
| Vice    | 8.  | 1982 | São Paulo, Brasil            | Saibro   | Ferdi Taygan    | Carlos Kirmayr Cassio Motta      | 3–6, 1–6                |
| Campeão | 19. | 1983 | Memphis, EUA                 | Carpete  | Paul McNamee    | Tim Gullikson Tom Gullikson      | 6–3, 5–7, 6–4           |
| Vice    | 9.  | 1985 | Boston, EUA                  | Saibro   | Paul McNamee    | Libor Pimek Slobodan Živojinović | 6–2, 4–6, 6–7           |
| Vice    | 10. | 1986 | Sydney Indoor, Sydney        | Duro (i) | Paul McNamee    | Boris Becker John Fitzgerald     | 4–6, 6–7                |